# Ottilie Baranowski
Ottilie Baranowski (* 6. November 1925 in Bevergern, Freistaat Preußen; † 4. Juli 2022 in Riesenbeck) war eine deutsche Bibliothekarin und niederdeutsche Autorin.

## Leben
Ottilie Baranowski wuchs als Tochter eines Technikers und Schiffsführers im Tecklenburger Land auf. Sie besuchte bis 1940 in Bevergern die Volksschule und anschließend bis 1942 die Handelsschule in Rheine. Danach arbeitete sie, bis zu ihrem Ruhestand im Jahr 1986, in verschiedenen Positionen als Verwaltungsangestellte beim Landschaftsverband Westfalen-Lippe, davon fünf Jahre als Bibliothekarin beim Westfälischen Heimatbund.
Privat widmete sich Baranowski ganz der Pflege der niederdeutschen Sprache, welche ihre Muttersprache ist, und schrieb plattdeutsche Bücher und Hörspiele. Sie betätigte sich ehrenamtlich an verschiedenen Stellen, wie in der Münsteraner Augustin Wibbelt-Gesellschaft, in der sie von 1984 bis 1997 Geschäftsführerin war. Außerdem war sie Leiterin einer plattdeutschen Sprachschule im Mühlenhof in Münster und von 1979 bis 1989 Mitglied im Beirat der Bevensen-Tagung sowie von 1979 bis 1996 Mitglied bzw. Vorsitzende des Beirates beim Institut für niederdeutsche Sprache in Bremen.
Des Weiteren war Baranowski Schauspielerin an der Niederdeutschen Bühne am Theater Münster und arbeitete für den WDR als Übersetzerin aus anderen niederdeutschen Dialekten und aus dem Hochdeutschen.
Ottilie Baranowski lebte in Brochterbeck.

## Ehrungen
- 1986: Rottendorf-Preis für Verdienste um die niederdeutsche Sprache
- 1989: Freudenthal-Preis der Freudenthal-Gesellschaft
- 1991: Wanderpreis für Volkskunde und Brauchtum des Kreises Steinfurt
- 1994: Fritz-Reuter-Preis der Carl Toepfer Stiftung F.V.S.
- 1997: Wibbelt-Plakette des Kreisheimatvereins Beckum-Warendorf
- 2015: Ehrenmitgliedschaft der Augustin Wibbelt-Gesellschaft zu Münster für Verdienste um die Gesellschaft und um die plattdeutsche Literatur Westfalens

## Schriften (Auszüge)
- Wind weiht. Verlag C. J. Fahle, Münster 1978.
- De Jubiläumsfier: Fockenstedt. Autor: Hans Heitmann, Übersetzerin ins Plattdeutsche: Ottilie Baranowski, Mahnke Theaterverlag, Verden (Aller) ca. 1980.
- Nagelholt: Foer Jung un Aolt, dögg auk för'n drügen Hagestolt ; smeck Tina, Stina, Jans un Jopp un Lüde met'n Brett vör'n Kopp. Verlag C. J. Fahle, Münster 1982, ISBN 3-922677-17-7.
- Nu kiek doch een´ den annern an!: Plattduetske Riemsels un Vertaellsels, Autoren: Ottilie Baranowski und Josef Uhlenbrock, Verlag Regensberg, Münster 1984, ISBN 3-7923-0518-6.
- Päörtkes, Püttkes, Pädtkes: Tore, Brunnen, Wege, Hrsg. Heimatverein Bevergern. Autoren: Ottilie Baranowski und Walter Kinast,  Ibbenbürener Vereinsdruck 1989, ISBN 3-921290-39-2.

## Tonträger
- Gedichte und Lieder in plattdeutscher Sprache, Autorin: Ottilie Baranowski, Interpreten: Rainer van Husen, Johannes Brentrup und Michael Schwarte, Tonstudio K. Ziebolz, Dülmen
- Rund üm´t runne Rillenglass, Autorin: Ottilie Baranowski, Interpreten: Rainer van Husen, Johannes Brentrup und Michael Schwarte, Tonstudio K. Ziebolz, Dülmen

## Hörspiele (Auswahl)
Autorin und Übersetzerin:
- 1973: Vakanzendagebook, WDR Köln
- 1974: Station 5, Zimmer 8. Niederdeutsches Hörspiel, Münsterländ, WDR II
- 1983: Ferien mit Adam Riese, Regie: Ursula Hinrichs Niederdeutsches Hörspiel, Radio Bremen und NDR
- 1990: P. G. Wodehouse: Dat graute Priädigt-Mallör, Niederdeutsches Hörspiel nach "The great sermon handicap"
- 1996: Anton Rey: De Balkon Niederdeutsches Hörspiel, Regie: Georg Bühren, WDR Köln (Übersetzung)

Sprecherin:
- 1959: Hermann Homann: Polteraobend. Ein plattdeutsches Hörspiel nach alten Bräuchen (Änne) – Regie: Wolfram Rosemann (WDR)
- 1966: Hermann Homann: Tüsken Saien un Maihen. Plattdeutsches Hörspiel – Regie: Wolfram Rosemann (WDR)
- 1984: Bernard Fathmann: De Weg nao Klockenriek (Stimmen) – Regie: Wolfram Rosemann (WDR)